# Савченко Володимир Іванович
Володи́мир Іва́нович Са́вченко (15 лютого 1933, Полтава — 23 січня 2005, Київ) — український письменник-фантаст.
Писав переважно російською мовою. Називав себе російським письменником. Демонстративно полишив Спілку Письменників України.

## Біографія
Володимир Савченко народився у 1933 року в Полтаві. Закінчив Московський енергетичний інститут. Працював у науково-дослідних інститутах, зокрема у Інституті кібернетики. Автор наукових праць у галузі напівпровідників та мікроелектроніки, винаходів.
Перша публікація «Назустріч зіркам» (1955) відкрила у авторі прибічника природничо-наукової фантастики, що цікавиться евристичним потенціалом небуденної особистості. У 1956 році друкує оповідання «Пробудження професора Берна», яке потім кардинальним чином переробить в утопічний роман «За перевалом» (1984) про комуністичне майбутнє Землі.
У збірці «Чорні зірки» (1960) досліджував межі традиційних наук, висував оригінальні гіпотези. Зокрема, у оповіданні «Друга експедиція на дивну планету» (1959) висував на перший план політичні нюанси у контактах з кристалічною формою життя. Позиціонував себе як прибічника кібернетичного погляду на суспільство і живий організм. Послідовно розробляв різноманітні аспекти процесу самопізнання особистості. Провідні позиції у радянській науковій фантастиці зайняв після публікації роману «Відкриття себе» (1967), у якому попереджав про етичні проблеми при створенні інформаційних клонів. Роман неодноразово перекладався іншими мовами.
У 1973 році вийшов у світ 25-й том «Бібліотеки сучасної фантастики» під назвою «Антологія», у якому у скороченому варіанті була вміщена програмна для Савченка повість «Випробування істиною». У цьому виданні були присутні найкращі твори популярних письменників-фантастів США, Великої Британії, Японії і Франції. Але, попри це, саме текст Савченка став культовим для цілого покоління радянських інженерів.
У подальших творах Савченко досліджує біологічні аспекти феномену надлюдини. Це повість «Переплутаний» (1983) і т. д.
Серед видань українською мовою найбільш відома повість «Привид часу» (1962).
Помер у Києві 23 січня 2005 року (за деякими даними 19 січня 2005 року)
У 2005 році на честь Савченка названа премія міжнародної асамблеї фантастики «Портал», що вручається автору, який відзначився стрімким творчим зростанням за останній рік.

## Твори

### Романи
- 1967 «Відкриття себе»
- 1984 За перевалом
- 1992 «Должность во Вселенной»
- 2002 «Время больших отрицаний»

### Повісті
- 1958 «Черные звезды»
- 1964 «Алгоритм успеха»
- 1969 «Час таланта»
- 1972 «Тупик»
- 1973 «Испытание истиной»
- 1980 «Встречники»
- 1988 «Похитители сутей»
- 1988 «Пятое измерение»
- 1988 «Пятое путешествие Гулливера»

### Оповідання
- 1957 «Тень на стене»
- 1961 «Новый лик Земли»
- 1964 «Обелиск» (у співавторстві з Л. Казаровим)
- 1965 «Голубые пришельцы» (у співавторстві з Л. Казаровим)
- 1965 «Опыт аспиранта Кривошеина» [Уривок з роману «Відкриття себе»]
- 1969 «Жил-был мальчик»
- 1980 «Перепутанный»
- 1991 «Визит сдвинутой фазианки»

## Премії
- 2001 «Філософський камінь» — Гран-прі фестивалю «Зоряний міст» за багаторічний внесок у фантастику.
- 2003 Премія «Аеліта» — за внесок у фантастику

## Переклади та видання українською
В перекладі українською вийшли декілька книг Савченка:
- Володимир Савченко. Чорні зорі. Художник: В. Шевченко. Київ: Дитвидав УРСР, 1959. 224 с. (У світі пригод).
- Володимир Савченко. Назустріч зорям.[7] Пер. з рос.: В. С. Тімукіна; Худ. О. М. Захаров. Київ: Молодь, 1960. — 84 с. (Бібліотечка пригод та наукової фантастики).
- Володимир Савченко. Привид часу. Пер з рос. В. Р. Лихогруд, Н. І. Свєчникова; Худ. оформл. Р. З. Масаутова. К.: Молодь, 1964. — 124 с. (Пригоди, подорожі, наукова фантастика).

Також друкував деякі свої оповідання та повісті українською та в перекладі українською в радянській періодиці:
- Чорні зорі: Науково-фантастична повість / Мал. О. Ілляшенка // Знання та праця, 1958, № 3 — с. , № 4 — с. , № 5 — с. , № 6 — с. , № 7 — с. , № 8 — с. , № 9 — с. , № 10 — с.25-29, № 11 — с. , № 12 — с.
- Дивна планета: Оповідання // Знання та праця, 1959; № 11 — с.12-15; № 12 — с.21-24
- О 17.30 острів злетить у повітря: Сценарій науково-фантастичного фільму / У співавт. з І. Морозом; Мал. А. Місицького // Знання та праця, 1961, № 12 — с.21-26
- Привид часу: Повість / Пер. з рос. В. Лихогруд, Н. Свєчнікова // Наука і життя, 1962, № 11 — с.; № 12 — с. ; 1963, № 1 — с.; № 2 — с.
- Година таланту: Фантастична повість / Журнальний варіант // Наука і суспільство, 1969, № 3 — с.50-56; № 4 — с.38-44; № 6 — с.52-58; № 7 — с.48-54, 59
- Жив собі хлопчик…: Фантастичне оповідання // Дніпро, 1969, № 7 — с.109-125
  - (передрук) Оповідання // Однокласник (Київ), 1999, № 7 — с.
- Сигнали з планети Земля (стенограма ювілейних зборів): Науково-фантастичне оповідання / З рос. пер. О. Тесленка // Дніпро, 1980, № 1 — с.127-130
- З ним треба по-доброму: Фантастичний жарт // Дніпро, 1981, № 8 — с.118-122
- Зелений колір голосу: Науково-фантастичне оповідання / Пер. з рос. Олександра Тесленко // Наука і суспільство, 1980, № 9 — с.50-55, № 10 — с.54-59
  - (передрук) Під назвою «Переплутаний»: [Оповідання] // Пригоди, подорожі, фантастика-82. — К.: Молодь, 1982 — с.166-195
- П'ята подорож Гулівера: Уривок з повісті // Піонерія, 1987, № 1 — с.20-27
- Зустрічники: [Науково-фантастичне оповідання] // Ризиконавти. — К.: Веселка, 1990 — с.239-310
- Візит зсунутої фазіанки: [Повість] / Пер. з рос. Михайла Семенюка; Мал. О. Блащука // Наука — Фантастика, 1991, № 1 — с.16-19; № 2 — с.16-19
- Мандрівка туди і назад, або Скарб загадкової планети: Типовий науково-фантастичний роман: [Оповідання-пародія] / Пер. з рос. Валентини Митрофанової; Мал. М. Вересюка // Однокласник, 1994, № 3 — с.48, 3-я стор. обкл.